# Mammutbog nr. 10
Mammutbog nr. 10 udkom den 10. februar 2004. Den er på 510 sider og indeholder 21 historier.
Historierne er:
Anders And i Streng kontrol
Stålanden i Gemmeleg
Vildmule i Skat søges
Onkel Joakim i Karnevalsløjer
Bjørnebanden i Tyve og tyvere
Anders And i Effektiv sikring
Rip, Rap og Rup i En kugleskør kanut
Anders And i Et sjældent fund
Onkel Joakim i Operation Guldkorn
Mickey Mouse i Ufred i Fredsted
Stålanden i Filmisk fornærmelse
Fætter Højben i Kløve i en kløver
Anders And i På sporet
Fedtmule i Den nye bil
Anders And i En hundesvær opgave
Mickey Mouse i Den store pyramide
Onkel Joakim i Et komisk fund
Anders And i Sporten i sporten
Fætter Vims i Kys frøen
Onkel Joakim i Det glemte guld
Onkel Joakim i Når daleren ruller
ISBN 87-91332-59-1